# Andy Ritchie (football, 1960)
Cet article concerne le footballeur anglais. Pour le joueur de football écossais, voir Andy Ritchie (football, 1956). Pour d'autres homonymes, voir Andrew Ritchie.
Andrew Timothy « Andy » Ritchie est un joueur de football anglais, reconverti entraîneur, né le 28 novembre 1960 à Manchester en Angleterre.